# Lestodon
Lestodon és un gènere extint de peresosos terrestres que visqueren a Sud-amèrica durant el Plistocè. El nom significa 'dent lladre'. Lestodon ha estat classificat dins la família dels milodòntids a causa de la forma lobulada de l'última dent de la seva dentadura.